# N (videojuego)
N es un juego de computadora freeware en formato Adobe Flash desarrollado por Metanet Software. Fue inspirado en parte por Lode Runner, Soldat, y otros juegos similares, y contiene plataformas realistas. El nombre deriva de "The Way of the Ninja" (El camino del Ninja), lo cual se cuenta en la historia principal del juego. N tiene como protagonista a un ninja, el cual es controlado por el jugador. 

## Juego
En N, el jugador maneja a un ninja que corre y salta a través de los niveles, recoge oro, abre y cierra puertas mediante interruptores, y elude a sus enemigos en un intento de accionar un interruptor que abre una puerta de salida, y para llegar hacia ella a salvo. En el juego se utilizan tres teclas para girar a la izquierda, a la derecha y para saltar; la combinación de los movimientos en los distintos escenarios le permiten al ninja mucho más que simplemente correr y saltar, como saltar de pared en pared y sobre plataformas. 
N está compuesto de episodios, con cinco niveles en cada uno, numerados del 0 al 4. En la versión 2.0, el juego contiene 100 episodios, y 500 niveles oficiales. El objetivo de cada nivel es accionar el interruptor y salir a través de una puerta antes de que transcurran noventa segundos, cuando se cierra. Algunos niveles tienen más de una salida y varios interruptores.
En cada episodio se otorga un tiempo acumulativo. Así, el tiempo previamente mencionado de noventa segundos solamente aplica al nivel 0 de cada episodio. Si el jugador ha logrado recolectar suficiente oro (cada pieza incrementa el tiempo por dos segundos) para incrementar el límite de noventa segundos, el tiempo se conservará para el nivel 1, y así sucesivamente, hasta que se lleva al nivel 4 del episodio. 
N también contiene un extra que puede ser añadido por el jugador: niveles creados por el usuario. A los jugadores se les otorgan mapas del juego hechos por otros usuarios registrados. Los niveles pueden ser añadidos en un juego usando el editor de niveles; al añadir nuevos datos, pueden jugarse nuevos niveles, aunque no tienen la misma estructura que el juego principal. 

### Puertas
Las puertas pueden permitir o impedir el avance a través de los niveles. Con excepción de la puerta de salida, todas las puertas evitan que los enemigos puedan cruzarlas si están cerradas. 
- Las puertas estándar le permiten al ninja moverse a través de ellas libremente, y no le impiden su avance.
- Las puertas cerradas permanecerán cerradas hasta que sean accionadas por un interruptor, tras lo cual se mantendrán abiertas.
- Las puertas trampa, las cuales son invisibles hasta que son activadas, se cierran al accionar el interruptor correcto. Los interruptores suelen estar escondidos detrás del oro para engañar al jugador y para que así queden atrapados. Existen también algunos niveles en los que el nivel se va generando mientras se juega, evitando así que el jugador sepa hacia dónde debe ir después.
- La puerta de salida es abierta por un gran interruptor azul, y debe ser alcanzada para terminar un nivel.

### Peligros
Varios objetos son capaces de matar al ninja. 
- Minas fijas, uno de los obstáculos más comunes del juego.
- Torres, de las cuales se lanzan misiles guiados que persiguen al ninja hasta que colisionan con él o con una pared.
- Cañón Gauss, los cuales dirigen sus misiles hacia el ninja usando un algoritmo basado en la distancia del mismo y su movimiento con relación al arma. Continúan detrás del ninja hasta que este se cubre de su punto de vista.
- Armas láser, las cuales se mueven lentamente y disparan una luz láser roja hacia la ubicación del ninja. Tardan en cargarse, y su láser, una línea recta entre el arma y el ninja, continúa activa por un tiempo corto.
- Armas Zap, los cuales usualmente siguen un patrón de movimiento simple y predeterminado. Sin embargo, también existen drones que presiguen al ninja en una línea recta si éste se mueve dentro de su punto de vista.
- Armas Chaingun, los cuales le disparan balas al ninja; también tardan unos segundos en cargarse.
- "Floorchasers", los cuales, como lo dice su nombre, persiguen al ninja si están en el mismo escenario que ellos. Aceleran instantáneamente y se mueven más rápido que el ninja cuando corre a velocidad máxima.
- "Thwumps", son bloques cuadrados que se mueven en una línea recta cuando el ninja está a la vista. Una vez que un thwump se ha movido a su máxima capacidad, regresará lentamente. Si queda atrapado entre una pared y un cubo, el ninja será aplastado. En algunos niveles el jugador debe usar los thwumps para avanzar en el juego.
- El ninja puede morir si cae desde una altura equivalente a 5~6 bloques. Esto se puede evitar apoyándose en las paredes o cayendo sobre algunas curvas o rampas.

### Otros objetos
Además de las puertas, otros objetos que no representan peligro para el ninja pueden ser incluidos en un nivel. 
- Las plataformas de un único sentido son barreras que solo son sólidas de uno de sus lados. Pueden ser usadas para impedir el avance del ninja o pueden actuar como plataformas. Pueden estar orientadas en ángulos rectos. Los enemigos pueden ver y viajar a través de ellas por ambos lados.
- Los bloques bounce son de color gris claro. Para el jugador son un objeto sólido en el cual el ninja puede detenerse y saltar. Se mueven dependiendo de la fuerza con la que el ninja los empuje, y siempre regresan a su lugar original. Como las plataformas de un único sentido, no actúan como barreras para los enemigos.
- Los trampolines empujan al ninja hacia una dirección dada cada vez que los toca. Pueden estar orientados en ángulos de 45 grados. El ninja puede morir indirectamente tras tocar los trampolines si es lanzado y cae desde una altura. Cuando se crea un nivel de usuario, el jugador puede editar manualmente el texto del código para cambiar la velocidad del impulso. A velocidades extremas, el ninja puede atravesar paredes sólidas.[2]

### Recompensas
En la versión v1.4, el jugador es recompensado con la capacidad de cambiar el color del ninja, el cual es negro por defecto. Un nuevo color es otorgado luego de que se supera una columna (la cual consiste en diez episodios). Los colores van siendo otorgados en un orden específico, a medida que se avanza en el juego, según las columnas que se superen:
- Inicial: Negro
- Una columna: Rosa
- Dos columnas: Oliva
- Tres columnas: Verde azulado
- Cuatro columnas: Lavanda
- Cinco columnas: Rojo oscuro
- Seis columnas: Blanco
- Siete columnas: Naranja
- Ocho columnas: Gris oscuro, el mismo color que las paredes
- Nueve columnas: Gris claro, casi el mismo color que el fondo (hace prácticamente invisible al ninja)
- Diez columnas: Puede ser elegido (ajustado según los valores RGB)

Entre las opciones que tiene el jugador, se encuentra la de cambiar la velocidad del juego completo, incluyendo el tiempo y la velocidad de los enemigos. El rango de velocidades va del 0 al 10, siendo 0 la velocidad normal.
En la versión 2.0, los colores pasaron de ser once a trece, aunque el color escogible por los valores RGB fue retirado. Los colores son:
- Negro (Color inicial)
- Rojo
- Rosa
- Morado
- Azul
- Verde
- Amarillo
- Naranja
- Marrón
- Blanco
- Gris oscuro (Este es el color de las teselas)
- Gris
- Gris claro (A diferencia de la versión 1.4, este color hace al ninja completamente invisible. La única forma de ver al ninja es mediante el polvo que levanta al aterrizar, ya sea en una pared o en el suelo. Esto hace el juego mucho más difícil de lo que ya es por sí solo.)

La opción de cambiar la velocidad del juego fue eliminada en esta versión.

### Niveles creados por los usuarios
N incluye editor de niveles, llamado "Ned" ("N-editor") por Metanet. Se accede al mismo presionando las teclas (~) o (\) (dependiendo de la configuración del teclado) en el menú principal. Las opciones del juego deben estar configuradas en modo debug; de lo contrario, el juego se pausa y se puede avanzar cuadro por cuadro haciendo click en la ventana. Una vez completos los niveles, los mapas pueden ser enviados a  NUMA para que otros jugadores puedan verlos. 
Para crear un mapa, algunos usuarios eligen directamente editar el código del nivel para hacer que los objetos se comporten de forma diferente a la normal. Algunas modificaciones populares del código incluyen que un ninja de gran tamaño aparezca en la esquina izquierda del juego, o simplemente muestras solo los ojos de los enemigos. Un truco famoso es la habilidad de crear telepuertos a través de los trampolines; el foro oficial del juego, Teleporter Tutorial explica como crear telepuertos. El manual del juego también muestra distintas maneras de editar directamente el código del nivel. 
En la versión 2.0, el editor de niveles se añadió como una característica principal del videojuego. Así, en vez de tener que pulsar las teclas (~) o (\), se puede acceder haciendo click al botón del menú. En esta versión, se sigue pudiendo editar el código del juego pulsando el botón página abajo.

#### DDAs
Los mapas del juego pueden ser incluidos dentro de muchas categorías distintas, incluyendo una especial, denominada categoría DDA (siglas de Don't Do Anything, No Hagas Nada). Al ejecutarse el juego grabado en el mapa, no se requiere que el usuario maneje al ninja, y es libre de mirarlo recorriendo los niveles, propulsado por trampolines, thwumps, y muchas otras formas creativas de propulsión, probando el poder de los diferentes objetos que hay en el juego. La mejor DDA requiere de mucho tiempo para hacerse, ya que el ninja puede evitar a sus enemigos y a las trampas. Hay subcategorías de DDA, incluyendo las hold-left y hold-right, las cuales requieren que el jugador continuamente mantenga presionada la tecla derecha o izquierda que permiten el movimiento, y la KRADDA (Keep the Rocket Alive DDA), en la cual el foco principal del nivel es un cohete que persigue de cerca al ninja a través del nivel, pasando muy cerca o incluso a través de las paredes, pero sin explotar nunca. 
Hay muchas otras particularidades que aparecen en el juego, como poder trepar una "pared" de puertas, o ir a través de plataformas de un solo sentido.

## Versiones futuras
La siguiente versión del juego, N v2.0, está siendo actualmente desarrollada. Según sus creadores, la siguiente versión incluirá cambios en las plataformas y en el movimiento de los objetos; sin embargo, el estilo del juego en sus versiones anteriores se preservará, como modo 'clásico'. El sistema de puntajes, el cual es afectado a menudo por trampas, será modificado para que tenga una mayor seguridad y reiniciado, congelando los récords actuales.

## "N-Game"
Numerosos sitios web, incluyendo AddictingGames y eBaum's World, han creado versiones de N que pueden ser jugados desde Internet, a menudo conocidos como "N-Game". Estas versiones del juego violan las licencias, ya que no dan crédito a los creadores originales, y además las versiones están atrasadas si se las compara con la actual. 